# Annerose Fiedler
Annerose Fiedler (Lützensömmern, 5 september 1951) is een atleet uit Duitsland.
Op de Olympische Zomerspelen 1972 nam ze deel aan de 100 meter horden onder de naam Annerose Krumpholz. Ze liep de zevende tijd in de finale.
Op de Europese kampioenschappen in 1974 behaalde ze een zilveren medaille, en in dat jaar had ze ook zilver op het EK-indoor.

## Privé
Krumpholz trouwde met Klaus Fiedler. Na haar echtscheiding huwde ze Eberhard König. Met hem kreeg ze een dochter, Nadje König, die ook sprinter was.
- World Athletics: 14351653